# Caragana acanthophylla
Caragana acanthophylla är en ärtväxtart som beskrevs av Vladimir Leontjevitj Komarov. Caragana acanthophylla ingår i släktet karaganer, och familjen ärtväxter. Inga underarter finns listade i Catalogue of Life.